# Flemming Sørensen (Journalist, 1930)
Flemming Sørensen (* 1930; † 2016) war ein dänischer Journalist und als IM unter den Decknamen Flame und Heinrich als Spion für das ostdeutsche Ministerium für Staatssicherheit tätig.

## Leben
Der 1930 geborene Sørensen wurde 1958 in Rostock von einem MfS-Offizier angeworben. Er war dann von Juli 1959 bis 1979 als Inoffizieller Mitarbeiter für das Ministerium für Staatssicherheit tätig. Sørensen übernahm Aufträge unter anderem in Kopenhagen, West-Berlin und Bonn. Parallel war er als freiberuflicher Journalist in West-Berlin tätig, wo er unter anderem Artikel für die Tageszeitungen Politiken und Jyllands-Posten schrieb. Durch seine Tätigkeit als Journalist konnte Sørensen unter anderem die Redaktion der Rundfunkanstalt RIAS und Vertreter des Senats von Berlin bespitzeln.
1970 wurde Sørensen für seine erfolgreiche Spionage-Arbeit mit der Verdienstmedaille der Nationalen Volksarmee in Bronze ausgezeichnet.
1982 wurde Sørensen an der deutsch-dänischen Grenze festgenommen und vor dem Oberlandesgericht Düsseldorf angeklagt. Er erreichte trotz eines nicht unerheblichen Tatverdachts einen Freispruch. Kurz nach Prozessende veröffentlichte Sørensen die Broschüre Verdächtigt sind wir alle: die Paranoia der Staatsmacht.
Erst 1997 konnte durch Untersuchungen von Stasi-Unterlagen durch Ekstra Bladet und später Politiken und Jyllands-Posten Sørensens aktive Spitzeltätigkeit für das Ministerium für Staatssicherheit in Westdeutschland nachgewiesen werden. Da die Vorwürfe zum Teil verjährt und zum Teil bereits im Prozess 1983 verhandelt worden waren, konnte er nicht erneut angeklagt werden.
Sørensen starb 2016.

## Veröffentlichung
- Verdächtigt sind wir alle: die Paranoia der Staatsmacht. Übersetzt aus dem Dänischen von Werner Boldt, Hamburg, Papyrus, 1983, ISBN 978-3-922731-25-2, 115 Seiten.